# Школа права Олбані
Школа права Олбані (англ. Albany Law School) — приватна школа права в Олбані, штат Нью-Йорк. Школа була заснована в 1851 році, і є найстарішою незалежною школою права в США. Школа акредитована Американською асоціацією юристів, і є філіалом Університету в Олбані, з яким має спільні навчальні програми. Школа розташована поблизу вищого суду Нью-Йорка, федеральних судів, органів виконавчої влади та законодавчого органу штату.
Офіційно Комісія з вищої освіти Середніх Штатів називає школу Школою права Олбані Університету Юніон.

## Історія
Школа права Олбані є найстарішою незалежною юридичною школою в США. Амос Дін (декан школи до 1868 року), Амаса Дж. Паркер, Айра Гарріс та інші заснували школу в 1851 році.
Починаючи з 1878 року Фармацевтичний коледж Олбані, Школа права Олбані, Медичний коледж Олбані, Обсерваторія Дадлі та Юніон-коледж створювали вільну асоціацію, сьогодні відому як Університет Юніон. Кожна установа-член має власну керівну раду, є фінансово незалежною та відповідає за власні програми.
Школа права Олбані має історично тісні зв'язки з Апеляційним судом Нью-Йорка. Один із перших членів суду, Ґрін С. Бронсон, допоміг заснувати цю школу. З того часу випускники Школи права Олбані дев'ять разів були суддями Апеляційного суду Нью-Йорка, двоє з яких обіймали посади голови суду. Крім того, школа організовує меморіальну лекцію Фонду сучасних судів ім. Г'ю Р. Джонса, яку зазвичай читає нинішній або колишній суддя Апеляційного суду Нью-Йорка.
1 липня 2012 року президентом та деканом школи вперше стала жінка, Пенелопа Ендрюс. 1 липня 2015 року президентом і деканом стала Алісія Уеллет.

## Вступна статистика
У 2022 році було прийнято 50,15 % абітурієнтів-заявників, з яких із 29,18 % поступили на навчання, 50-процентиль балів LSAT (вступний іспит на юридичні факультети та школи) для вступників становив 155, а 50-процентиль GPA (стандартизований тест для випускників шкіл) становив 3,48.

## Навчання, програми та центри
Школа права Олбані пропонує 17 спеціалізацій для кандидатів на ступінь доктора юриспруденції та програми з подвійним ступенем: Доктор юриспруденції/Магістр ділового адміністрування, Доктор юриспруденції/Магістр державного управління, Доктор юриспруденції/Магістр регіонального планування, Доктор юриспруденції/Магістр мистецтв (спеціалізації: історія; кримінальне правосуддя; жіночі, гендерні студії та студії статевої відмінності), Доктор юриспруденції/Магістр з охорони здоров'я, і Доктор юриспруденції/Магістр соціальної роботи.
Школа також пропонує спільні ступені та/або програми з Коледжем Рассела Сейджа, Політехнічним інститутом Ренселера, Школою медицини Маунт-Сінай, Університетом Аделфі, Університетом Кларксон, Коледжем Гартвік, Коледжем Лемойн та Сіена-коледжем. Також школа співпрацювала із закритим у 2024 році Коледжем Сент-Роуз.
Школа права Олбані також є філіалом Університету в Олбані, з яким має спільні навчальні програми.
Крім того, Школа права Олбані пропонує онлайн навчання, завдяки якому можна отримати ступені магістра права з наступними спеціалізаціями: кібербезпека та конфіденційність даних, фінансова законослухняність та управління ризиками, державна справа та адвокація, законодавство про охорону здоров'я та законослухняність у сфері охорони здоров'я, людські ресурси (законодавство, політика, керівництво).
В Школі права Олбані є кілька центрів юридичних досліджень: Центр урядового права, Центр передового досвіду у викладанні права, Інститут правових досліджень, Інститут регулювання фінансового ринку та Центр судового процесу.
Крім того, під егідою своєї юридичної клініки та центру правосуддя, Школа права Олбані керує кількома клініками, що займаються суспільними інтересами. Серед таких клінік — клініка охорони здоров'я, клініка розвитку громади, клініка судового переслідування у випадках домашнього насильства та клініка судових процесів щодо насильства в сім'ї.
Бібліотека школи права Олбані — юридична бібліотека Шаффера містить колекцію з понад 730 000 томів та еквівалентів, включаючи відеозаписи усного провадження в Апеляційному суді штату Нью-Йорк, починаючи з 1989 року.

## Юридичні журнали

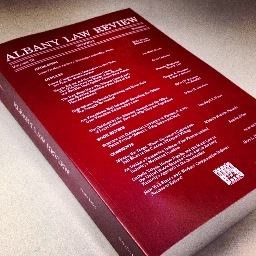

У 1875 році Школа права Олбані почала випускати перше в країні юридичне періодичне видання, яке редагували студенти, Albany Law School Journal, який проіснував лише один навчальний рік. Зараз школа видає три журнали, які перераховані в порядку їх заснування:
- Albany Law Review
- Albany Law Journal of Science and Techology
- Albany Government Law Review

## Відомі викладачі
Штатні викладачі:
- Алісія Уеллет, президент і декан
- Айра Марк Блум, юрист з довірчого, спадкового та майнового права
- Вінсент М. Бонвентр, юрист із судового та конституційного права та публіцист
- Реймонд Г. Брешіа, юрист із права суспільних інтересів і публіцист
- Патрік М. Коннорс, юрист із цивільного процесу штату Нью-Йорк та юридичної етики

Позаштатні викладачі:
- Мей Д'Аґостіно, окружний суддя Північного окружного суду Нью-Йорка
- Лоуренс Е. Кан, старший окружний суддя Північного окружного суду Нью-Йорка
- Елеонор Стайн, суддя з адміністративного права, колишній член товариства ліворадикальної організації Weather Underground та організації «Студенти за демократичне суспільство»

Колишні викладачі:
- Пенелопа Ендрюс, декан юридичного факультету Кейптаунського університету[17]
- Льорнд Генд, федеральний суддя і філософ права[18]
- Патриція Салкін, декан Юридичного центру Touro
- Девід Д. Сіґел, тлумач нью-йоркського цивільного процесу

## Відомі випускники
Серед випускників Школи права Олбані багато видатних особистостей. Це одна з лише дванадцяти юридичних шкіл у США, випускниками яких є два або більше суддів Верховного суду Сполучених Штатів : Роберт Г. Джексон та Девід Джозая Брюер. Дев'ять суддів Апеляційного суду штату Нью-Йорк, президент Сполучених Штатів Вільям Мак-Кінлі, колишній губернатор Нью-Йорка Ендрю Куомо, колишня ведуча Fox News Мегін Келлі та понад десяток членів Конгресу Сполучених Штатів також були студентами Школи права Олбані. Перша жінка, прийнята до колегії адвокатів штату Нью-Йорк, Кейт Стоунмен, і перший афроамериканець, який закінчив юридичну школу в штаті Нью-Йорк, Джеймс Кемпбелл Метьюз, також були студентами Школи права Олбані.
Серед інших видатних випускників: Річард Парсонс, колишній голова Citigroup, Лоуренс Г. Кук, колишній Голова вищого суду штату Нью-Йорк, Вікторія А. Граффео, колишня суддя Апеляційного суду штату Нью-Йорк, Леслі Стайн, суддя Апеляційного суду штату Нью-Йорк, і Томас Дж. Вілсек, міністр сільського господарства США та губернатор Айови.

## Працевлаштування та рейтинги
Школа права Олбані посіла 105 місце в рейтингу юридичних шкіл 2023 року US News & World Report. Зимовий випуск журналу preLaw за 2023 рік високо оцінив Школу права Олбані в таких сферах: урядове право (оцінка «А+»), технологічне право (оцінка «А-»), судова адвокатура (оцінка «А-»).
Згідно з інформацією за 2022 рік, яку повинні публікувати юридичні школи на вимогу Американської асоціації юристів, 91 % випускників 2022 року впродовж 10 місяців після закінчення школи отримали роботу на повний робочий день на довгостроковій основі, а 0,02 % отримали роботу на неповний робочий день. Більшість працевлаштованих випускників працюють в штаті Нью-Йорк та в юридичних фірмах. Значний відсоток випускників (24 %) працює на державній службі.

## Витрати
Загальна вартість навчання (із зазначенням вартості навчання, зборів і витрат на проживання) у Школі права Олбані на 2023—2024 навчальний рік становить 78 516 доларів США для студентів денної форми навчання, що здобувають ступінь доктора юриспруденції. Загальна річна вартість навчання для студентів пришвидшеної програми для отримання ступеня доктора юриспруденції на 2023—2024 навчальний рік становить 83 118 доларів США. Власне вартість навчання (оплата школі) на 2023—2024 навчальний рік становить 58 044 доларів США.